# 29353 Manu
29353 Manu este o planetă minoră (asteroid), cu un diametru de 5,458 km, din centura de asteroizi. A fost descoperită pe 19 iulie 1995 la osservatorio astronomico della Montagna Pistoiese⁠(d) de Andrea Boattini⁠(d). 
Obiectul prezintă o orbită caracterizată de o semiaxă mare de 2,9741705 UAi, o excentricitate de 0,12, o înclinație de 10,14536 ° în raport cu ecliptica.